# Ånäsholmen
Ånäsholmen är en ö i Finland. Den ligger i sjön Härkmerifjärden och i kommunen Kristinestad i den ekonomiska regionen  Sydösterbotten och landskapet Österbotten, i den sydvästra delen av landet, 290 km nordväst om huvudstaden Helsingfors. Öns area är 3,6 hektar och dess största längd är 280 meter i nord-sydlig riktning.